# اچ‌ام‌اس تاور (۱۹۱۷)
اچ‌ام‌اس تاور (۱۹۱۷) (به انگلیسی: HMS Tower (1917)) یک کشتی بود که طول آن 84.12m بود. این کشتی در سال ۱۹۱۷ ساخته شد.